# مودیبو مایگا
مودیبو مایگا (به فرانسوی: Modibo Maïga، زادهٔ ۳ سپتامبر ۱۹۸۷) بازیکن فوتبال اهل مالی است. از مهمترین باشگاه‌های او در گذشته، می‌توان به الرجا، لو مان، سوشو، وستهام یونایتد، کویینز پارک رنجرز و متس اشاره کرد. مایگا در ۵۹ بازی برای تیم ملی فوتبال مالی به میدان رفته‌است و ۱۳ گل ملی در کارنامه دارد. او در چهار جام ملت‌های آفریقا بازی کرده‌است و در جام ملت‌های آفریقا ۲۰۱۲ و ۲۰۱۳ به تیم کشور خود کمک کرد رتبهٔ سوم رقابت‌ها را به دست آورد.
مایگا پس از سال ۲۰۱۵ به لیگ‌های آسیایی و حاشیهٔ خلیج فارس پیوست و در کل، کارنامهٔ مثبتی در این لیگ‌ها داشته‌است. برای نمونه او برای الاتحاد کلبا توانست در ۲۳ بازی ۹ گل بزند و برای عجمان در ۱۹ بازی لیگ ۱۰ گل بزند.

## ملی
بازی یکم مایگا برای تیم ملی کشورش در ۱۷ نوامبر ۲۰۰۷ در برابر سنگال در ورزشگاه المپیک ایو-دو-منوا بوده‌است. او در مرحله مقدماتی جام جهانی فوتبال و جام ملت‌های آفریقا خوب کار کرده‌است و نقش مثبتی در تیمش داشته‌است.

### فهرست گل‌های ملی
| شماره. | تاریخ          | ورزشگاه                                                   | بازی | برابر       | گل زده | نتیجه | رقابت                                    |
| ------ | -------------- | --------------------------------------------------------- | ---- | ----------- | ------ | ----- | ---------------------------------------- |
| 1      | ۲۵ مارس ۲۰۰۸   | Stade Sébastien Charléty، پاریس، فرانسه                   | ۳    | فرانسه ب    | ۲–۰    | ۲–۳   | دوستانه                                  |
| 2      | ۲۱ ژوئن ۲۰۰۹   | Stade du 26 Mars، باماکو، مالی                            | ۱۰   | بنین        | ۱–۱    | ۳–۱   | مرحله مقدماتی جام جهانی فوتبال ۲۰۱۰      |
| 3      | ۱۲ اوت ۲۰۰۹    | Amable-et-Micheline-Lozai Stadium، لو پوتی کووییی، فرانسه | ۱۱   | بورکینافاسو | ۲–۰    | ۳–۰   | دوستانه                                  |
| 4      | ۱۷ نوامبر ۲۰۱۰ | Stade Roger Rochard، اورو، فرانسه                         | ۲۴   | Congo DR    | ۱–۱    | ۳–۱   | دوستانه                                  |
| 5      | ۱۰ اوت ۲۰۱۱    | Stade Mustapha Ben Jannet، المنستیر، تونس                 | ۲۸   | تونس        | ۱–۲    | ۲–۴   | دوستانه                                  |
| 6      | ۱۰ ژوئن ۲۰۱۲   | Stade du 4 Août، واگادوگو، بورکینافاسو                    | ۳۵   | الجزایر     | ۲–۱    | ۲–۱   | مرحله مقدماتی جام جهانی فوتبال ۲۰۱۴      |
| 7      | ۸ سپتامبر ۲۰۱۲ | Stade du 26 Mars، باماکو، مالی                            | ۳۶   | بوتسوانا    | ۳–۰    | ۳–۰   | 2013 Africa Cup of Nations qualification |
| 8      | ۱۳ اکتبر ۲۰۱۲  | Lobatse Stadium، لوباتس، بوتسوانا، بوتسوانا               | ۳۷   | بوتسوانا    | ۲–۰    | ۴–۱   | 2013 Africa Cup of Nations qualification |
| 9      | ۱۵ اکتبر ۲۰۱۳  | Cheonan Stadium، چئونان، کره جنوبی                        | ۴۲   | کرهٔ جنوبی   | ۱–۰    | ۱–۳   | دوستانه                                  |
| 10     | ۲۸ ژانویه ۲۰۱۵ | Estadio de Mongomo، Mongomo، گینه استوایی                 | ۴۶   | گینه        | ۱–۱    | ۱–۱   | جام ملت‌های آفریقا ۲۰۱۵                   |
| 11     | ۱۳ ژوئن ۲۰۱۵   | Stade du 26 Mars، باماکو، مالی                            | ۵۰   | سودان جنوبی | ۱–۰    | ۲–۰   | 2017 Africa Cup of Nations qualification |
| 12     | ۹ اکتبر ۲۰۱۵   | ورزشگاه استاد دو لوب، تروا، فرانسه، فرانسه                | ۵۲   | بورکینافاسو | ۳–۱    | ۴–۱   | دوستانه                                  |
| 13     | ۴ ژوئن ۲۰۱۶    | Juba Stadium، جوبا، سودان جنوبی                           | ۵۷   | سودان جنوبی | ۲–۰    | ۳–۰   | 2017 Africa Cup of Nations qualification |